# Simbolizem (književnost)
Simbolizem je umetnostna smer ob koncu 19. in začetku 20. stoletja, ki izraža duhovno dojemanje sveta zlasti s simboli kot izraz zavračanja pozitivizma in naturalizma.
Simbolizem je skušal na novo prikazati nadčutno bistvo stvari in njihovo skrivnostno povezanost. Ustvaril je muzikalno besedno umetnost z večpomensko simboliko in poglobil uporabo jezikovnih sredstev. Simbolizem so pripravili: E. A. Poe, C. Baudelaire, S. Mallarmé in P. Verlaine. Najvidnejši tuji predstavniki simbolizma so: A. Rimbaud, P. Valéry, T. S. Eliot, A. A. Blok, V. J. Brjusov; pri Slovencih pa delno I. Cankar in O. Župančič.